# Carex sakonis
Carex sakonis är en halvgräsart som beskrevs av Tetsuo Michael Koyama. Carex sakonis ingår i släktet starrar, och familjen halvgräs.
Artens utbredningsområde är Nansei-shoto. Inga underarter finns listade i Catalogue of Life.